# لودویگ بلوخبرگر
لودویگ بلوخبرگر (انگلیسی: Ludwig Blochberger؛ زادهٔ ۳ دسامبر ۱۹۸۲) یک هنرپیشه اهل آلمان است.
از فیلم‌ها یا برنامه‌های تلویزیونی که وی در آن نقش داشته است می‌توان به کتاب‌خوان اشاره کرد.